# Championnats d'Europe de VTT 2007
Navigation
Édition précédente Édition suivante
Les championnats d'Europe de VTT 2007 ont lieu du 12 au 15 juillet à Göreme en région Cappadoce en Turquie. Ils sont organisés par l'Union européenne de cyclisme et concernent le VTT cross-country.

## Résultats

### Cross-country
| Épreuve                | Vainqueur                                                      | Deuxième                                                         | Troisième                                                    |
| ---------------------- | -------------------------------------------------------------- | ---------------------------------------------------------------- | ------------------------------------------------------------ |
| Hommes                 | José Antonio Hermida                                           | Julien Absalon                                                   | Fredrik Kessiakoff                                           |
| Hommes                 | 2 h 06 min 42 s                                                | + 1 min 35 s                                                     | + 2 min 38 s                                                 |
| Femmes                 | Sabine Spitz                                                   | Irina Kalentieva                                                 | Kateřina Nash                                                |
| Femmes                 | 1 h 45 min 15 s                                                | + 22 s                                                           | + 43 s                                                       |
| Hommes moins de 23 ans | Nino Schurter                                                  | Jaroslav Kulhavý                                                 | Jakob Fuglsang                                               |
| Hommes moins de 23 ans | 1 h 49 min 28 s                                                | + 3 min 31 s                                                     | + 4 min 00 s                                                 |
| Femmes moins de 23 ans | Eva Lechner                                                    | Elisabeth Osl                                                    | Tereza Huříková                                              |
| Femmes moins de 23 ans | 1 h 18 min 12 s                                                | + 1 min 53 s                                                     | + 2 min 52 s                                                 |
| Hommes juniors         | Thomas Litscher                                                | Fabien Canal                                                     | Peter Sagan                                                  |
| Hommes juniors         | 1 h 13 min 52 s                                                | + 1 min 03 s                                                     | + 1 min 43 s                                                 |
| Femmes juniors         | Kathrin Stirnemann                                             | Barbara Benkó                                                    | Ines Thoma                                                   |
| Femmes juniors         | 1 h 01 min 46 s                                                | + 37 s                                                           | + 1 min 29 s                                                 |
| Relais mixte           | Suisse Florian Vogel Thomas Litscher Petra Henzi Nino Schurter | France Alexis Vuillermoz Fabien Canal Cécile Rode Cédric Ravanel | Italie Yader Zoli Andrea Tiberi Francesco Aulino Eva Lechner |
| Relais mixte           | 1 h 29 min 56 s                                                | + 1 min 44 s                                                     | + 1 min 55 s                                                 |